# 杨玢
杨玢（?—?），五代時期南吳高祖楊隆演次子。本名杨继明。
楊隆演即吳國國王位後，於天祐十六年（919年）封楊潯為庐陵郡公，改名杨玢。楊溥即吳國皇帝位後，於乾貞元年（927年）封杨玢為南阳王，和江夏王杨璘、宜春王杨璆一起受封。吴禅位于齐，杨玢降封郡公。